# Félix André
Pour les articles homonymes, voir André.
Félix André, né le 19 mars 1987 à Nancy (Meurthe-et-Moselle), est un entraîneur français de volley-ball.
Il est l'actuel entraîneur de France Avenir 2024 en Ligue A et adjoint d’Émile Rousseaux (depuis 2018), le sélectionneur de l'équipe de France féminine.

## Biographie
Originaire de Vandoeuvre-lès-Nancy, il commence la pratique du sport en tant que joueur de tennis. Plus tard, une sérieuse blessure, à 14 ans, le contraint à stopper cette activité avant d'être projeter dans la voie du volley-ball, qu'il découvre par l'intermédiaire d'un ami de sa région. Il raconte sur ses débuts d'entraîneur : « Une joueuse professionnelle féminine de Vandœuvre Nancy m’avait sollicité pour l’aider à entraîner des jeunes du club, j’ai commencé comme ça et plus tard, quand j’ai recommencé à jouer (jusqu’en Nationale 1), j’ai toujours continué à entraîner en parallèle. » Titulaire d'un Bac S, il envisage un temps de devenir journaliste et commence des études d’histoire, avant finalement de suivre sa compagne, joueuse professionnelle, à Istres, où elle vient de signer. Il s'oriente alors sur une licence STAPS à la faculté de Marseille-Luminy. Il déclare en 2019 sur cette période : « J’entraînais les jeunes du club d'Istres lorsque j’ai rencontré l’entraîneur de l’équipe professionnelle féminine, Frédéric Guérin, qui cherchait un adjoint. Il est venu me voir entraîner et m’a proposé de le seconder, cette rencontre a été déterminante, je lui dois énormément, il m’a poussé, et aujourd’hui encore, même s’il n’est plus dans le volley, il continue à me conseiller. » Il passe dès lors six ans dans le club avec son mentor, puis le suit à Valenciennes, avant de s'engager seul avec le Pays d'Aix Venelles en 2014. Avec ce dernier, il obtient rapidement des résultats jusqu’au premier titre historique du club : la Coupe de France en 2017 et qualifie l'équipe en Coupe d’Europe. Ce succès lui vaut d’être sollicité par la Fédération française de volley pour se porter candidat au poste de sélectionneur des Bleues et d’être choisi au printemps 2017 pour démarrer le projet Génération 2024 avant l’arrivée d’Émile Rousseaux. Il affirme après coup : « Tout était clair dès le début, on m’avait prévenu que j’aurai plusieurs rôles. Comme je me considère encore comme un entraîneur en formation, ça m’intéressait de travailler avec quelqu’un ayant une autre vision du volley. » Il commence difficilement son mandat avec une 27e place au Grand Prix mondial 2017, qualificatif pour le Championnat du monde 2018. Il permet néanmoins à l’équipe de France d'obtenir une historique médaille de bronze lors du Championnat du monde militaire 2018. Peu après, il devient l'adjoint d’Émile Rousseaux après l'arrivée de ce dernier à la tête de la sélection en juillet 2018. Depuis 2019, il est également l'entraîneur de France Avenir 2024, équipe évoluant en Ligue A intégrant les meilleures joueuses françaises de la catégorie Junior sous l'égide de la Fédération française de volley.

## Palmarès

### En club
- Coupe de France (1) :
  - Vainqueur en 2017.

- Supercoupe de France :
  - Finaliste en 2017.

### En sélection
- Challenger Cup (1) : 
  -  Vainqueur en 2023 (adjoint).

- Ligue européenne (1) : 
  -  Vainqueur en 2022 (adjoint).

- Tournoi de France (amical) : 
  - Finaliste en 2022 (adjoint).

- Coupe Savaria (1) (amical) : 
  - Vainqueur en 2019 (adjoint).

- Championnat du monde militaire :
  -  3e place en 2018.